# Maculinea sanguisorbae
Maculinea sanguisorbae är en fjärilsart som beskrevs av Charles Oberthür 1910. Maculinea sanguisorbae ingår i släktet Maculinea och familjen juvelvingar. Inga underarter finns listade i Catalogue of Life.